# Martine de Jong
Martine de Jong (Avenhorn, 16 augustus 1975) is een Nederlandse schrijver en artdirector bij de De Avondshow met Arjen Lubach, voorheen artdirector bij Zondag met Lubach. 

## Biografie
In 2010 richtte ze samen met vier vrienden, onder wie Arjen Lubach en diens broer Joost, de website Recensiekoning op, waarvoor ze regelmatig schreef. Vanaf 2011 verschenen vier jaar lang recensies van de Recensiekoning in de Volkskrant. 
In 2010 werd ze runner-up in de strijd om de Social Media Star en werd ze door Nieuwe Revu uitgeroepen tot een van de dertig invloedrijkste online Nederlanders.
In 2011 werd ze genomineerd voor Blogger van het Decennium door Stichting Dutch Bloggies.
In 2011 en 2012 stond De Jong in de Viva400, de door het tijdschrift Viva opgestelde lijst van de 400 meest succesvolle jonge vrouwen in Nederland.
In 2015 verscheen haar debuutroman De mannen van Raan bij uitgeverij Podium.
De Jong was tevens de artdirector van het televisieprogramma De Avondshow met Arjen Lubach, waarvoor ze sinds 2022 ook de backstage-vlog op YouTube maakt.